# Тимонівська сільська рада
| Тимонівська сільська рада — колишній орган місцевого самоврядування у Троїцькому районі Луганської області з адміністративним центром у с. Тимонове. Історична дата утворення: в 1917 році. Водоймища на території, підпорядкованій даній раді: річка Красна. Сільській раді підпорядковані населені пункти: - с. Тимонове - с. Красногригорівка - с. Малоолександрівка - с. Михайлівка |

## Склад ради
Рада складається з 12 депутатів та голови.

### Керівний склад ради
| ПІБ                         | Основні відомості                                                                       | Дата обрання | Дата звільнення |
| --------------------------- | --------------------------------------------------------------------------------------- | ------------ | --------------- |
| Лихоманов Сергій Михайлович | Сільський голова, 1960 року народження, освіта, безпартійний                            | 26.03.2006   | 31.10.2010      |
| Лихоманов Сергій Михайлович | Сільський голова, 1960 року народження, освіта середня спеціальна, член Партії регіонів | 31.10.2010   |                 |

Примітка: таблиця складена за даними джерела